# 世界政府直屬秘密間諜機關
世界政府直屬秘密間諜機關，即Cipher Pol（日语： Saifā Pōru，簡稱：CP）是日本動漫作品《ONE PIECE》內虛構的世界政府隸屬間諜機關。

## 組織概要
CIPHER POL（CP）是《ONE PIECE》世界裡直屬於世界政府的秘密間諜機關，有編號1到9共九個分支，實力隨著數字遞增，此外還有特別編號為「0」的部門，是為CP最高階的情報機構並直屬於天龍人。其中，CP1～CP8為世人所知曉，此外尚有CP9、CP-0從事秘密的地下行動。
其中CP9是世界政府收留了一些孤兒，自懂事以來就對他們進行超乎「人類極限」的訓練，使他們透過訓練得到了6種超人般的體技「六式」，因為某些特權而不讓世人知道他們的存在，但他們卻擁有可以殺害不願意協助世界政府的一般市民的權力。
- 其名字的由來是「國際刑警組織」（International Criminal Police Organization, ICPO）。

## 登場角色

### CP0
CP-AIGIS 0為CP的最高層，被譽為世界最強諜報機關，是直屬於世界貴族「天龍人」的政府官員，因而被赤犬批評為「天龍人的傀儡」。CP0的成員制服為白色西裝搭配深色領帶，搭配面具和奇裝異服做為識別標誌。據羅賓所述，只要CP0成員出動，代表事態嚴重到非比尋常的地步。

#### 面具諜報員
羅布·路基（Rob Lucci）
聲優：關智一（日本）；宋克軍（台灣）
年齡：28歲→30歲，生日：6月2日，星座：雙子座，身高：212公分，血型：XF型，出生地：偉大航道「冠昊島」，喜歡的食物：白蘭地，討厭的食物：午餐肉，代表動物：豹，代表花：金光菊，道力值：4000（兩年前），霸氣：見聞色、武裝色。
CP9諜報員→CP0「面具諜報員」。在CP9時是實質上的領導人，任職於CP9的期間被視為800年來CP9的最強者，被稱為「史上最強的CP9」。
留著黑色捲髮，面無表情的青年男性，身穿黑色西装制服，帶著高帽。手臂上有紋身，後背有五個傷疤。性格冷靜沉著，做事無所畏懼、從容不迫。相當嗜血，以黑暗的正義為本職，抱持著「所謂正義就是可以將殺人合法化」的觀念，認為軟弱的人不應該存在於世上，被海軍中將稱為「冷酷的殺戮兵器」。能夠熟練六式。
動物系「貓貓果實 豹型態」能力者，身為豹人的他具備肉食動物的柔軟動作、強大力量和凶暴度，人獸型的體型比獸型還要巨大。有著精明的頭腦，善於隱藏，超越人類極限的體能。此外路基也和偎取一樣擁有「生命歸還」的技能。
在他13歲那年某個王國被海賊團攻擊，海賊方面以500名王國士兵作為人質，要求國王讓位，當時的世界政府派遣路基前去，他闖入敵方的根據地砍下了海賊首領的腦袋之外；但他同時認為懦弱就是種罪，被海賊屈服、讓國家陷入危機的懦弱士兵們日後肯定會重蹈覆轍，根本沒有資格活著，為此殺死了500名士兵，讓這起事件在血腥中落幕。
在水之七島臥底5年，以「卡雷拉公司」1號船鎢的鋸木、木釘工人為臥底身分，為從身為市長兼任卡雷拉公司社長的艾斯巴古奪取機密。五年間從不自己開口說話，透過腹語術由肩膀上鴿子「哈德利」（Hattori，聲：關智一（日本）；宋克軍（台灣））代答；但在真相皆露後改為本人說話。
在水之都與魯夫等人初會面沒多久，路基隨即自告奮勇逮住搶走2億貝里的包利，並將兩億貝里歸還給魯夫等人。其後與路基和包利一同鎮守艾斯巴古的宅邸，卻自行脫離守衛的職責，轉而和卡古及卡莉法展開暗殺行動。後捉住了佛朗基，並將他們連同羅賓乘坐「湯姆號」前往司法島結束五年來的任務。
司法島事件中，與魯夫在猶豫之橋展開最後的激烈交戰，曾以「六式奧義·六王槍」多次重創魯夫，最後被魯夫拚盡全力以「二檔·橡膠JET機關槍」擊敗。
在扉頁連載《CP9的任務外報告》中，被布魯諾和其餘CP9成員救出並離開司法島，路基在春天女王城的醫院療養至康復期間，與其餘CP9成員先後擊敗糖果海賊團以及追捕他們的海軍部隊，並且透過電話蟲表示要對斯帕達姆進行報復而航向大海。
兩年後成為CP0（其實是查到從前的上司斯帕達姆有非法勾當），其地位階級已超越從前的上司斯帕達姆，與斯帕達姆和卡古出現於多雷斯羅薩，試圖尋找唐吉訶德·多佛朗明哥在黑市當中的走私名單，但因革命軍更早一步行動而無功而回。也在特別篇《黃金之心》和劇場版《GOLD》、《Stampede》、《RED》中以CP0的身分短暫登場。
世界會議時，魚人島龍宮王國國王尼普頓因天龍人查爾羅斯聖挾持白星而準備動手防衛，而他為了護衛天龍人準備出手攻擊尼普頓，後因查爾羅斯聖被另一名欲報答魚人島的天龍人穆斯加鲁德聖制止而作罷。和之國鬼島大戰時，對鬼島上的CP0轉達捕獲妮可羅賓的指示。
蛋頭篇中，與卡古、絲媞希一同前往「未來島蛋頭」執行消滅所有貝卡帕庫的命令。來到蛋頭島後，路基以「六式奧義·六王槍」擊倒「暴」阿特拉絲，後來無視海軍的命令，變身覺醒型態與魯夫交戰，但由於不敵五檔的魯夫，因此改頭攻擊戰桃丸搶走四名在場的熾天使控制權。
名字的原意為「奪走光明」。形象参考自乐队音魔合唱团主唱克里斯·康奈尔和间谍理查·佐尔格以及V怪客中的男主角盖伊·福克斯和盖伊·福克斯面具。
技能
指槍「黃蓮」
路基的特殊「指槍」，先將食指彎折，再配合超高速的擊出速度往敵人身體刺下，接著上下左右地改變下一槍的位置，這就類似「梟亂打」一般，不同在於梟是以拳頭方式出擊，而此招式是以基本的「指槍」形式加以改變所成，敵人後有被連續機槍打中的傷害。招式名字取自于中药材之一的黄连
指槍「斑」
路基在進入「生命歸還」狀態時，用兩手射出無數的指槍，是種具有威脅性的高速連續攻擊。招式名字取自于猫科动物身上的斑纹。
飛指槍「撥」
進入豹型態的路基，從尖銳的指甲彈出的空氣彈，也可稱為射擊型的指槍，可攻擊遠方的敵人。
飛指槍「三撥」
「撥」的三連射。動畫原創。
飛指槍「火撥」
射出火燄空氣彈的撥。中招的敵人幾乎要燃燒起來。動畫原創。
嵐腳「凱鳥」
路基所使用的特殊「嵐腳」，強力的斬擊彷彿大鳥一般向敵人襲去，尖銳的鳥嘴部分造成的破壞尤其嚴重，能夠斬斷鐵製的軍艦甲板。
嵐腳「豹尾」
路基所使用的特殊「嵐腳」，在進入豹型態時，使出有如獸尾般的螺旋狀斬擊。
剃刀
路基擅長的招式，「月步」加「剃」的融合技，能在半空中形成銳利的軌道，速度也比「剃」還快。
鐵塊·「空木」
路基運用「鐵塊」的反擊，打擊力量越強，反擊力也越強，普通人的拳頭在一瞬間就會毀掉。
生命歸還「紙繪武身」
控制自己的筋肉，將豹人原本巨大的身軀壓縮，讓全身變的跟人型一樣，能夠進一步加快移動的速度。是路基應用在人獸型時提高速度的方法，缺點是攻擊力會降低。
六式奧義「六王槍」
唯有精通六式才能使出的招式。利用雙拳發出強勁的衝擊波，力量比空島的沖擊貝強上好幾倍。
六式奧義「最大輪·六王槍」
解除生命歸還後使出的六王槍。利用雙拳發出巨大的衝擊波，會穿透人體給內臟造成巨大傷害。在攻擊前路基會先用尾巴纏住對手，不讓他們有任何逃跑機會。
卡古（Kaku）
聲優：置鮎龍太郎（日本）；宋克軍／孟慶府〈SP梅利篇〉（台灣）
年齡：23歲→25歲，身高：193公分，生日：8月7日（鼻子的日文＝8，7），星座：獅子座，血型：X型，出身地：東海，喜歡的食物：香蕉、卡斯特拉，代表動物：長頸鹿，道力值：2200（兩年前），霸氣：見聞色、武裝色。
CP9諜報員→CP0「面具諜報員」。是原CP9眾成員中最年輕的，但說話卻常常假裝成熟，常自稱「老朽」。他有類似於騙人布的長鼻子，不過不同於騙人布，卡古的鼻子是長度略短於騙人布的方型鼻子，曾在水之七島前往查看梅利號途中，被索隆誤認成騙人布，而魯夫也叫他「四方形騙人布」。
能夠熟練六式。其彈跳力極為驚人，足以在高樓樓頂之間自由跳躍來去，外號是「山風」卡古。除了體技之外，他的劍術也毫不含糊，雙手使劍的同時也能使出六式的「嵐腳」，因而自稱「四刀流」。
動物系「牛牛果實 長頸鹿型態」能力者，長頸鹿人，長長的脖子可以摺疊，龐大的身軀能使破壞力增加，人獸型的體型和獸型一樣巨大。
在水之七島臥底5年，以「卡雷拉公司」1號工頭為臥底身分，任務完成後吃了斯帕達姆得到的惡魔果實。在得到果實能力後卻因為變身外型被賈布拉、索隆和騙人布吐槽而動怒。
司法島事件中，與索隆展開激烈交戰，最後被索隆以「鬼氣九刀流 阿修羅·壹霧銀」擊敗。敗北後的卡古主動遞出自己保管的鑰匙，並感嘆自己身為殺手改不了老本行，反被索隆調侃除了當殺手以外還能到動物園謀生。
扉頁連載《CP9的任務外報告》中，卡古與其他CP9成員籌措路基的醫藥費，先後擊敗糖果海賊團，以及追捕他們的海軍部隊。
兩年後和路基一樣成為CP0，試圖尋找唐吉訶德·多佛朗明哥在黑市當中的走私名單，但因革命軍更早一步行動而無功而回。世界會議期間偕同其餘CP0成員負責監視會場動態及護衛天龍人。
蛋頭篇中，與路基、絲媞希一同前往「未來島」蛋頭執行消滅所有貝卡帕庫的命令。來到蛋頭島後，發現草帽海賊團的千陽號，後為了防止貝卡帕庫上船逃離，打算以「嵐腳」將其破壞，後被索隆阻止。在和索隆的戰鬥途中被絲媞希偷襲而睡著倒下。
名字的原意為「四方的」，形象取自于木偶奇遇记裡的木偶皮諾丘。
技能
鐵塊「無死角」
卡古在「牛牛果實長頸鹿型態」時所用的特殊「鐵塊」，全身如魔術方塊般，將修長的身體轉變為矮短的正方形體型。據卡古所說，這種型態雖然有四角，但是卻沒有任何「死角」，可利用坐下來時空出的四隻腳使出強力的「嵐腳」攻擊。
鼻槍
卡古所使用的特殊「指槍」，以「牛牛果實長頸鹿型態」所賦予的長脖子及原有的正方形鼻子來做攻擊，先將頭部往後縮，接著在瞬間往前射出，加上長脖子所提供的力量，被打中的物體會被開出一個巨大的四方型的大洞，是大型的指槍。
長頸鹿砲臺
四肢固定在地面上，將長脖子先壓縮後彈出，所形成的強力「鼻槍」。
極·鼻槍·麒麟萬射櫓
「長頸鹿砲台」的加強版。招式名字取自于乞力马扎罗山。
鎌麒麟
長頸鹿的脖子相當長，能夠自在控制肌肉的情形下，甩動脖子甚至形同鞭打。（和魯夫的「橡膠鐮刀」是相似的招數）招式名字取自于螳螂。
鞭竹林
將敵人打倒在地之後，由上往下的鞭打。招式名字取自于竹林。
猛竹林
「鞭竹林」的加速版。招式名字取自于竹林。
製麵機
因為使用「長頸鹿砲台」時過分壓縮脖子，讓四肢像是擠麵條一般被擠了出來而形成的狀態。但卡古認為這個形態之下的長手長腳更適合使劍。招式名字取自于制面机。
四刀流「逆鱗」
快速的連珠劍攻擊。招式名字取自于龙之逆鳞。
嵐腳「白雷」
在空中做180度的大後空翻，並順勢發出嵐腳，其發出的斬擊非同小可，範圍不差於「嵐腳–亂」。
嵐腳「亂」
從上落下的嵐腳，在空中以兩腳高速揮動所做的大範圍斬擊，發出的嵐腳會朝地面砍去，加上攻擊範圍大，敵人難以閃躲。
嵐腳「線」
將腳踢出展及時的力道加以聚集，朝向敵人猛力踢去，所射出的「嵐腳」斬擊就有如直線般筆直地向前攻去。
嵐腳「麒麟時雨」
卡古所使用的特殊嵐腳，使用「鐵塊–無死角」姿態坐在地上後，瞬間以四隻腳朝上空踢出斬擊波，「嵐腳」斬擊碰到天花板後竟會漫無目的地反射下來，有如驟下起傾盆大雨。
嵐腳「螺旋白刃」
卡古所使用的特殊「嵐腳」，將身體跳起，在瞬間高速旋轉並施以擰轉的力量，會使身體肌肉變化為螺旋般的緊繃狀態，配合使用「長頸鹿砲台」後伸長的脖子來轉動身軀，發出的斬擊也會像是螺旋般旋轉爆發開來，可說是集「嵐腳–周斷」及「嵐腳–亂」之破壞力的絕招。
嵐腳「手裏劍」
將嵐腳斬擊的型態、方向及力量改變，再藉使用「嵐腳」時的高速揮動，射出有如手裡劍般的中型「嵐腳」斬擊波。
嵐腳「龍斷」
全力跳躍起來，並同時將雙腳瞬間向上踢出的垂直式「嵐腳」，可將敵人直線的攻擊做出改變攻擊軌道或閃避敵人攻擊的功用。
嵐腳「周斷」
卡古「嵐腳」招式的極致，以單手支撐地面，用長頸鹿的脖子使出離心力的高速轉動，再由腳部踢出「嵐腳」，是個能輕鬆將司法塔攔腰斬斷的恐怖招式。
絲媞希（Stussy，斯圖西、史翠西）
聲優：金月真美（日本）；詹雅菁（台灣）
年齡：秘密（36歲），生日：4月24日，星座：金牛座，身高：179公分，血型：S型，出生地：偉大航道，喜歡的食物：蘋果派，討厭食物：垃圾食品，興趣：收集化妝品，代表動物：蝙蝠，種族：克隆人，霸氣：見聞色、武裝色。
CP0「面具諜報員」。在地下社會界時，以「歡樂街女王」為表面身分進入諜報行動。真實身份是前洛克斯海賊團成員「白金漢·絲媞希（芭晴女士）」的複製人，也是「MADS」複製實驗開發的第一號成功複製人。外型優雅且容貌姣好的美麗女子，頭戴綴花高帽，披著披風，但年紀其實不小。能夠熟練六式，使用遠程狙擊的「飛空指槍」。與夏洛特·莉莉的關係相當要好，並稱呼其為「莉莉」。
動物系「蝙蝠果實 蝙蝠型態」能力者，蝙蝠人，人獸型從背上長出蝙蝠般的翅膀，可以透過咬傷他人的皮膚來吸血，類似於吸血鬼。
作為「MADS」成功複製人誕生，在20多年前，因為一些事情變故，因此貝卡帕庫讓絲媞希潛伏於世界政府，成為「CP0」的諜報員。
蛋糕島篇，受邀參加BIG MOM海賊團和杰爾馬66聯姻婚宴，在婚宴上見證魯夫和培基的暗殺同盟搗亂婚宴並對抗BIG MOM海賊團，發現路菲德趁亂想打開玉手箱，後使用「飛指槍」攻擊路菲德，試圖將玉手箱收歸世界政府，並要求目擊事發經過的世界經濟新聞社長摩甘茲將路菲德報導成取走玉手箱的犯人，正當摩甘茲請求絲媞希出示箱中物品以便拍照報導時，玉手箱掉落至蛋糕城低處而觸發箱中的炸藥，引發大規模爆炸摧毀BIG MOM的城堡。事後向摩甘茲透露玉手箱從草帽海賊團流落BIG MOM手裡的訊息，和摩甘茲搭乘飛船離開圓蛋糕島，向CP0稟報圓蛋糕島事件發生的始末。
世界會議篇，會議期間偕同其餘CP0成員負責監視會場動態及護衛天龍人。
未來島篇，與路基、卡古一同前往「未來島」蛋頭執行消滅全部貝卡帕庫的命令，並對未來島的機械設施非常了解。私下受到貝卡帕庫的請求，幫忙解除他被追殺的危機。在CP0意圖進攻高層的研究所時，依序偷襲了卡古和路基，並使用能力咬住他們的脖子吸血後讓他們睡著倒下。
名字取自於美國私人時裝屋Stüssy；形象取自於特高课间谍川島芳子、间谍李香兰、间谍瑪塔·哈里以及美国影视明星玛丽莲·梦露。
格爾尼卡（Guernica）
聲優：鈴木勝美〈多雷斯羅薩篇〉→宮崎寬務〈和之國篇〉（日本）；孫中台／符爽（台灣）
CP0「面具諜報員」。戴著白色禮帽，藍色圓點圍巾，面容近似一張白色面具，眼睛一黑一白，右眼有一到疤痕的男性。在小隊成員通常都擔任發言人一職。
在多雷斯羅薩篇，是宣布多佛朗明哥辭去七武海為誤報的發言人。
在和之國篇，偕同其餘CP0成員會面黑炭大蛇進行武器交易的談判，但被對方以「四皇」海道為後盾提出索要軍艦甚至是貝卡帕庫博士，使他感到憤怒不已。
鬼島大戰時，初期觀察戰局形勢，後期接收路基的指令前與馬哈去抓捕羅賓，途中被火前坊捲入但毫髮無傷，後來遭遇到多雷古和亞普，認為也是該除掉的麻煩人物並與其交戰，擊敗多雷古後迫使亞普和一美逃跑。之後遭遇以藏，但為任務優先，便向以藏提議互相無視，但立馬被以藏攔住，在以藏跟馬哈雙雙倒下後，收到同事約瑟夫轉達五老星新下的任務，要將魯夫抹殺，但就會介入與海道的戰鬥，曾一度感到抗拒這個任務，但旋即重新站起來的多雷古向他發起挑戰，雖然被多雷古一劍刺穿，但又再次將其擊敗。接著登上鬼島頂端亂入魯夫與海道的對決，使用能力短暫限制魯夫的行動使他分心無法防禦海道的攻擊，在魯夫被海道擊敗後，明白激怒海道將自身難保仍索性就範，隨後遭到海道重擊，傷重身亡。死亡前，他設法拍攝了魯夫覺醒尼卡型態的照片，其照片外流至世界經濟新聞社社長摩甘茲手中，被摩甘茲直接刊登在報紙上後散發至全世界，引起五老星的震怒。
名字取自於巴勃羅·畢卡索的繪畫作品「格爾尼卡」（Guernica）；形象取自于尚·雷诺在电影这个杀手不太冷裡所饰演的角色里昂·蒙泰拿和斧头帮老大王亚樵和军统三把手郑介民与复兴社的老大邓文仪。
約賽夫（Joseph，約瑟夫）
聲優：山口太郎（日本）；宋克軍（台灣）
CP0「面具諜報員」。身材高大瘦長的長手族男性，配戴一張面無表情、右側有深色條紋的白色面具。
在多雷斯羅薩篇，偕同其餘CP0成員宣傳誤報一事。在和之國篇，偕同其餘CP0成員會面黑炭大蛇進行武器交易的談判，談判發生口角時被大蛇無禮開槍打中頭部但無礙。鬼島大戰時，初期觀察戰局形勢，後期接收路基的指令，後來在其餘成員執行任務時留守待在會客間觀察戰況，並接獲五老星的命令，戰況進入到最終局面時，使用月步離開鬼島回到世界政府的船上，向五老星報告尼卡覺醒以及兩位四皇敗北的事情，五老星認為現階段要支配和之國是不可能的事了，但仍然要求CP們要抓捕到羅賓，但聽完五老星命令的約瑟夫卻感到有些困擾的回覆一定辦到，之後信號被攔截，神秘人物要求CP等人待在原地不要行動。鬼島大戰落幕後，從摩甘茲的話中得知後來CP等人遇到BIG MOM的船之後就失去聯繫。
名字取自於喬治·德·拉·圖爾的繪畫作品「木匠聖約瑟夫」（Joseph the Carpenter）；形象取自于特高课领导土肥原贤二和军统杀手“辣手书生”陈恭澍和纳粹德国老大希姆莱。
吉司蒙達（Gismonda，吉斯蒙達）
聲優：鈴木勝美（日本）；孫中台（台灣）
CP0「面具諜報員」。身材極其高大的男性，配戴一張憤怒表情的深紅色面具。
在多雷斯羅薩篇，偕同其餘CP0成員宣傳誤報一事。在世界會議篇，偕同其餘CP0成員負責監視會場動態。
在特別篇「黃金之心」中登場，受路基的指示調查米斯基那一族並拿到「純金」，護送奧爾加的途中，途中被寶藏獵人托雷傑襲擊導致任務失敗。
名字取自於阿爾豐斯·慕夏的繪畫作品「吉思夢妲」（Gismonda）；形象取自於军统杀手之一的“百变魔徒”沈醉和“追命太岁”赵理君和“笑面阎王”王天木。
馬赫（Mah，瑪哈）
聲優：中國卓郎（日本）；符爽（台灣）
CP0「面具諜報員」。身材高大苗條的男性，手持長棍頂部有夏威夷風土著面具用於遮擋臉部。
在和之國篇，偕同其餘CP0成員會面黑炭大蛇進行武器交易的談判。鬼島大戰時，初期觀察戰局形勢，後期接收路基的指令與格爾尼卡抓捕羅賓，途中被火前坊捲入但毫髮無傷，後來遭遇到多雷古和亞普並與其交戰，輕鬆擊敗了後來支援的三鬼，迫使亞普和一美逃跑。之後遭遇以藏被其攔住，最終與以藏交手後，與對方同歸於盡而中彈而亡。
名字取自於弗朗西斯科·戈雅的繪畫作品「裸體的馬哈」（La maja desnuda）和「穿衣的馬哈」（La maja vestida）；形象取自于军统领导戴笠和副手毛人凤和中统老大徐恩曾和国民政府军事委员会调查统计局高手段云鹏。
？？？
聲優：織田優成（日本）；宋克軍（台灣）
CP0諜報員「面具諜報員」（60多年前）。60多年前和「山姥」卡爾梅露做最後的人販交易，因為卡爾梅露想賣掉夏洛特·莉莉而開出天價，對此感到困擾。
形象取自于由丹尼尔·克雷格在电影007：生死交战中所饰演007的主角詹姆斯·邦德。

#### 其他諜報員
斯帕達姆（Spandam）
聲優：小野坂昌也（日本）；宋克軍／孟慶府〈SP梅利篇〉（台灣）
年齡：39歲→41歲，生日：3月11日，身高：192公分，星座：雙魚座，血型：XF型，出身地：偉大的航路，喜歡的食物：威士忌、高級牛排，代表動物：貓熊，道力值：9（CP9時期）。
CP5司令官（8年前）→CP9司令官（司法島篇前）→CP0諜報員（新世界篇）。
特徵是紫色短髮，深色鼻梁和顯眼的黑眼圈的中年男性，受父親斯帕達因的影響，為人卑劣，心地險惡，為了自己的仕途，可說是機關算盡。雖然道力值只有9，但持有吃了動物系「象象果實 大象型態」的「象劍」法古佛立德，可利用長的刀身與象牙攻擊對手。
在8年前當時擔任CP5長官的他為得到湯姆手中的古代兵器設計圖，用佛朗基的戰艦攻擊司法船，再將罪名推到湯姆頭上，後來被佛朗基以獵槍的槍托打傷臉部。因此現在臉仍有一部份以皮套遮掩。
在司法島事件中，因佛朗基燒掉了重要的古代兵器設計圖，斯帕達姆把唯一可以讓古代兵器的復活的妮可·羅賓帶往正義之門，藉此讓自己升官，在與羅賓爭執過程中不慎啟動海軍上將「青雉」交給他的「黃金電話蟲」而發動「非常召集」，更因為忘記把通訊電話蟲關閉導致該事洩漏出去（事後曾試圖栽贓到魯夫頭上，但馬上就被揭穿），還在前往正義之門的路上不斷毆打死命抵抗的羅賓，在猶豫之橋上被狙擊王成功狙擊；草帽海賊團救出羅賓並且搭上前進梅利號後，不死心的他假托上將「青雉」之名，下令海軍對梅利號發動砲擊，想殺死草帽海賊團來進行報復，最後被羅賓重傷，在集中治療室進行治療。
兩年後和路基一樣成為CP0，並變成路基的下屬 (其實是自己的非法勾當被前cp9部下查出)，與路基、卡古出現於多雷斯羅薩，試圖尋找唐吉訶德·多佛朗明哥在黑市當中的走私名單，但因革命軍更早一步行動而無功而回。
斯帕達姆名字中的帕達為英文中的「大熊猫」（panda）之意；佛朗基直接稱他為「斯帕達」（死貓熊），形象则取自于外号“三轮车”的间谍达斯科·波波夫。
法古佛立德
生日：4月28日，星座：金牛座，喜歡的食物：香蕉。
斯帕達姆的愛劍，是一把透過偉大的航路的科技而吃下動物系「象象果實 大象型態」的「象劍」法古佛立德，半獸型可利用長的刀身與象牙攻擊對手。由於本體是刀，即使變成半獸型、獸型態重量也不會改變。在司法島事件中變成大象型態，被佛朗基一擊擊倒。
賈布拉（Jabra）
聲優：高塚正也（日本）；符爽／吳文民〈SP梅利篇〉（台灣）
年齡：35歲→37歲，生日：6月5日，身高：212公分，星座：雙子座，血型：S型，出身地：北海，喜歡的食物：烤羔羊肉，代表動物：狼，道力值：2180 ，霸氣：見聞色、武裝色。
CP9諜報員→CP0諜報員，臉上留有像鯰魚一樣的長鬍鬚，頭髮綁成長辮，左眼有塊很大的傷痕。賈布拉習慣以謊言使敵人懈怠，達到攻其不備的效果。他認為自己的實力不比卡古低，常常因為這樣和卡古鬥嘴。能夠熟練六式。在CP9成員當中只有賈布拉可以在全身保持「鐵塊」的狀態自由移動，他命名為「鐵塊拳法」。
動物系「犬犬果實 狼型態」能力者，狼人，具備了肉食性動物的凶暴度，以及強壯的身體、靈敏的速度、能夠撕裂一切的利爪和牙齒，人獸型的體型較巨大。
司法島事件中，在路基等人返回司法島之前，和梟、偎取一同參與革命軍支部長的暗殺計劃。後來與香吉士展開激烈交戰，曾為了擊敗香吉士而騙香吉士說羅賓是他的妹妹，最後被香吉士以惡魔風腳「畫龍點睛」擊敗。
扉頁連載《CP9的任務外報告》中，賈布拉與其他CP9成員籌措路基的醫藥費，先後擊敗了「糖果海賊團」，以及追捕他們的海軍部隊。
後來在世界會議期間收到了高層的密令，與卡莉法一同被指派去綁架薇薇，卻無意間撞見逃跑中的瓦波爾，以致薇薇失蹤的事件被傳開來。
人兽型形象参考自童话故事小红帽裡的狼外婆和欧洲都市传说中的狼人以及狼王罗伯，形象则取自于演员黄正利在电影蛇形刁手裡的扮相。
技能
鐵塊-狼牙
賈布拉的特殊「鐵塊」延伸技，此招是先用「鐵塊」後，將硬如鋼鐵的雙爪以高速揮動來攻擊敵人。
鐵塊-狼彈
賈布拉的特殊「鐵塊」延伸技，在迅速伸出手掌時，使用「鐵塊」，接著以兩手手背攻擊敵人要害，雖不像用手掌攻擊那麼強勁，但伴隨「鐵塊」堅硬的性質，也可以提升不少對敵人的傷害。
鐵塊-狼芭式
賈布拉的特殊「鐵塊」延伸技，先使用「鐵塊」，再利用強勁的腳力踢擊地面使自身跳起，接著以蜻蜓點水之勢向前躍進。雖說是跳躍前進，但利用「鐵塊」所施予的力量行動非常迅速。 招式名字取自于童话里的狼外婆。
鐵塊-重步狼
賈布拉的特殊「鐵塊」延伸技，看似普通的拳頭，其實將全身所有用來發動「鐵塊」的力量匯集於拳頭上，有如「鐵塊–剛」般的硬度迅速發出。敵人不只會受到不小傷害，還會因攻擊力量強大而飛出去。 招式名字取自于中国名菜东坡肉。
鐵塊-魔天狼
賈布拉的特殊「鐵塊」延伸技，將身體往後倒，就有如使用後空翻一般，將兩隻手撐在地面，接著使兩隻腳抬起，瞬間使用「鐵塊」，加強兩腿踢擊所使用的攻擊力，將敵人踢飛出去。招式名字取自于摩天楼。
鐵塊-狼狩·四面八方之手
賈布拉的特殊「鐵塊」延伸技，是在使用如蜻蜓點水般的「狼芭式」中，瞬間將擁有尖銳指甲的雙手向敵人攻去，速度之快可以讓實體的爪擊轉變為如「嵐腳」般的斬擊力。
嵐腳-孤狼
以腳踢擊出的「嵐腳」斬擊，不會直線攻擊，而是會以跳躍的方式向前快速斬去。
嵐腳-群狼連星
賈布拉所使用的特殊「嵐腳」，在空中改變力道後所發出的「嵐腳」，攻擊時斬擊波會化為4隻狼的型態向前吞噬敵人。招式名字取自于豺狼座。
十指槍
賈布拉的特殊「指槍」，將雙手十指微彎，以掌虛的方式合掌，再用「指槍」所原有的高速向敵人攻去，十指可深陷入敵人體內，如果在加上尖銳的指甲，可會讓敵人造成更深的傷害。
月光十指槍
「十指槍」強化版，從上俯衝而下時所使用的十指槍，以高空落下的速度加強十指槍的威力。
指槍（隔空）
當索隆和騙人布被海樓石手銬鎖在一起之後，賈布拉用「指槍」，卡古用「嵐腳」攻擊索隆和騙人布，各將牆壁隔空開一個洞，「嵐腳」本來就是隔空，但是「指槍」一般除了「飛行指槍」都是近身並且用指的，賈布拉這次所用的「指槍」例外。
布魯諾（Blueno）
聲優：佐佐木誠二（日本）；宋克軍／吳文民〈SP梅利篇〉（台灣）
年齡：30歲→32歲，生日：4月20日，身高：258公分，星座：金牛座，血型：X型，出身地：北海，喜歡的食物：奶昔，代表動物：牛，道力值：820，霸氣：見聞色、武裝色。
CP9諜報員→CP0諜報員。特徵是兩隻牛角般的髮型，說話語調帶有一點饒舌。臂力很強，能夠拉動數節海列車的車廂。堅守「正義」，但反應和思考似乎有些緩慢。能夠熟練六式。
超人系「門門果實」能力者，門人，能夠把和身體接觸的任何東西變成門，人體、空氣都不例外。
臥底時期在水之七島經營酒館。在草帽海賊團剛抵達水之七島的初期，布魯諾戴著水之七島的化妝面具與斗篷與羅賓擦身而過，並對她表示要保住夥伴的性命，就得乖乖聽從他們的命令。後來他在艾斯巴古暗殺事件中，利用能力讓羅賓潛入艾斯巴古的臥室企圖暗殺對方，但因為羅賓對艾斯巴古手下留情才沒有得逞。
司法島事件中，因為對艾尼愛斯大廳士兵傷亡人數報告有疑問，與魯夫展開激烈交戰，最後被魯夫以「二檔·橡膠JET火箭炮」擊敗，排除菜鳥奈洛，他是第1個被草帽海賊團擊敗的CP9成員。
在劇場版《RED》以CP0的身份登場，主要負責潛入美音的演唱會蒐集情報。
扉頁連載《CP9的任務外報告》中，布魯諾利用「空氣門」救走除了斯潘達姆以外的CP9成員，先後擊敗了「糖果海賊團」，以及追捕他們的海軍部隊。名字取自于美国著名放克歌手布鲁诺·马尔斯。
技能
「門門果實」
旋轉門
讓碰觸到的人事物像旋轉門一樣旋轉。
門門
碰觸到的物體可以變成一道門。
空氣開門
「門門果實」的真本事，在大氣中製造一道門自由移動。
鐵塊-碎
布魯諾在「鐵塊」狀態下使出的拳擊，威力可擊碎地面。
鐵塊-鋼
被稱為防禦力最強的「鐵塊」。
鐵塊-輪
布魯諾在「鐵塊」狀態時，全身高速旋轉向對手撞去。
卡莉法（Kalifa）
聲優：進藤尚美（日本）；詹雅菁／張舒婷〈SP梅利篇〉（台灣）；邓洁丽（香港）
年齡：25歲→27歲，生日：4月23日（秘書日），身高：185公分，星座：金牛座，血型：XF型，出身地：偉大的航路，喜歡的食物：辣炒羊肉，三圍：B93（G）、W61、H92，代表動物：綿羊，道力值：630，霸氣：見聞色、武裝色。
CP9諜報員→CP0諜報員。CP9成員中唯一的女性，她是20年前時任CP9成員拉斯奇的長女，同時是現任CP8諜報員阿爾法的姊姊。留著金色長髮，佩戴灰色鏡片的眼鏡，喜歡用手托眼鏡。個性冷酷卻也有點天然呆，生氣的時候還會不分青紅皂白對週遭人一陣猛踢。口頭禪有「你這是性騷擾」以及「無禮的傢伙」。慣用的武器是上面帶有棘刺的長鞭。能夠熟練六式。
超人系「泡泡果實」能力者，肥皂人，肥皂狀態時能使任何攻擊無效化，讓沾上泡沫的敵人會變得無力，並且塑造有如氣泡般的滑溜形狀。也能將肥皂變成保護盾防禦雷擊（但在此狀態下不能移動）。弱點是水（可以消除「黃金泡沫」的效果）與風（可以吹散泡沫）。
在水之七島的臥底身分為艾斯巴古的秘書，在任務完成後吃了斯帕達姆得到的惡魔果實。
司法島事件中，卡莉法在自己的臥室遇見準備取走鑰匙的香吉士，起先香吉士主動為卡莉法說明正確的泡茶方法，得知對方的真正意圖後，卡莉法和香吉士便在房間裡展開激戰，還利用「黃金泡沫」將對她手下留情的香吉士變成滑溜形狀並擊敗對方。後來轉而和娜美展開激烈交戰，中途被怪物化型態喬巴介入戰鬥，最終被娜美以「雷光槍」擊敗。事後被試圖尋找羅賓的手銬鑰匙的娜美撕破衣物。
扉頁連載《CP9的任務外報告》中，卡莉法與其他CP9成員籌措路基的醫藥費，先後擊敗了「糖果海賊團」，以及追捕他們的海軍部隊。
在劇場版《RED》以CP0的身份登場，主要負責針對美音的演唱會現場狀況對五老星彙報。
後來在世界會議期間收到了高層的密令，與賈布拉一同被指派去綁架薇薇，卻無意間撞見逃跑中的瓦波爾，以致薇薇失蹤的事件被傳開來。
作者尾田曾應讀者要求畫出卡莉法吃下「牛牛果實長頸鹿型態」後的樣子，並認為這造型也不錯。
技能
「泡泡果實」
黃金泡沫
泡泡果實，將碰觸的部分變的光滑無比。
肥皂集合地「肥皂羊」
讓全身被肥皂泡包覆，外型看起來像綿羊。
羊雲「輕鬆泡沫」
在肥皂羊狀態下放出讓人無力的肥皂泡。
肥皂羊「大海嘯」
「肥皂羊」的擴大範圍版，放出宛如海嘯般的肥皂泡吞噬對手。
柔軟的嵐腳
卡莉法使用的特殊「嵐腳」，是柔軟的 ，有一般嵐腳2倍的力量。
彈力指槍「鞭」
卡莉法使用的特殊「指槍」，是柔軟的，指槍後端會有像鞭子的殘影。
月步-荊棘之路
卡莉法的特殊「月步」，先以「月步」在空中移動拉開與敵人的距離，再以「荊棘鞭」從空中把多數敵人一網打盡
剃-突擊
先消失在敵人面前，然後在敵人後上方使用荊棘鞭攻擊敵人。
偎取（Kumadori）
聲優：吉田裕秋（日本）；孫中台（台灣）
年齡：34歲→36歲，生日：2月20日，身高：318公分，星座：雙魚座，血型：X型，出身地：南海，喜歡的食物：酒、味噌湯，代表動物：雄獅，道力值：810 ，霸氣：見聞色、武裝色。
CP9諜報員→CP0諜報員。粉色完全覆蓋後身的長髮，外型與性格都像個歌舞伎演員，身材異常高挑，常演戲切腹自殺，但總是自動發動六式「鐵塊」而不能自殺成功；口頭禪是「喲喲咿」。武器是金屬長杖。能夠熟練六式。擁有「生命歸還」的技能，能夠改變身體大小（粗細），具操縱頭髮能力。
司法島事件中，在路基他們回來司法島之前，和梟、賈布拉一同參與革命軍支部長暗殺計劃，雖然每次都會說「到那個世界如果見到我母親…」，事實上他的母親偎取女妖子還健在，職業也是殺手（但不知是否曾隸屬於CP9）。後來與喬巴展開激烈交戰，最後被怪物化的喬巴活活的捶到失去意識。
扉頁連載《CP9的任務外報告》中，偎取與其他CP9成員籌措路基的醫藥費，先後擊敗了糖果海賊團，以及追捕他們的海軍部隊。形象参考自日本歌舞伎和倾奇者之一的武将前田庆次以及火影忍者裡的三忍之一自来也 (火影忍者)。
技能
鐵塊-鋼
被稱為防禦力最強的鐵塊。
嵐腳-蓮華
攻擊形態與「嵐腳–亂」相似，相異處在於，此招式是在地面上使用，所發出的斬擊波也是大範圍的向前砍去，但攻擊範圍就不如「嵐腳–亂」來的那麼廣闊。
指槍-Q
隈取使用的特殊指槍，將食指及拇指連成一個圓圈，再將鐵杵由圓中高速打出，即使鐵杵尾端沒有任何尖銳的地方，被打到的物體還是會被硬生生地打出一個洞來。招式名字取自于台球杆。
指槍-獅子樺蕪
利用金屬長杖上產生的火焰所使出的「指槍-Q」。
獅子指槍
隈取使用的特殊指槍，先以自身修練的力量「生命歸還」將頭髮化為許多伸出手指的手，並在同一時間瞬間攻擊，敵人就會擁有被亂槍打中的傷害。
生命歸還-毛髮束縛
隈取使用頭髮困住對手的慣用方法，將頭髮變的跟章魚爪一樣可以自由伸縮，使得對手動彈不得，再用其它攻擊方式來擊殺對手。招式取自于火影忍者里自来也（火影忍者）的乱狮子发之术。
生命歸還-消化·吸收
在生命歸還狀態下將食物消化或吸收。
生命歸還-柳 吟 情
以毛髮束縛拘束對手後，再從正面以金屬長杖擊殺。
生命歸還-春 吟 情
以毛髮束縛拘束對手後，再從後方以金屬長杖擊殺。招式名字取自于日本清酒之一的春吟釀。
梟（Fukuro）
聲優：渡邊久美子（日本）；許淑嬪／張舒婷〈SP梅利篇〉（台灣）
年齡：29歲→31歲，生日：6月29日，身高：331公分，星座：巨蟹座，血型：S型，出身地：偉大的航路，喜歡的食物：印度烤餅，代表動物：梟（貓頭鷹），道力值：800，霸氣：見聞色、武裝色。
CP9諜報員→CP0諜報員。外型圓胖，草綠色短髮，口頭禪是「喳叭叭」；由於經常不小心說出秘密，因此嘴巴有拉鍊，但仍經常洩漏重要的情報。能夠熟練六式。在CP9成員當中是擅長使用「剃」的高手，還能將身體固定在天花板的角落，此外會用六式遊技「手合」測量攻擊力（以道力為單位，基本值為一般海軍士兵10道力）。
司法島事件中，在路基他們回來司法島之前，和賈布拉、偎取一同參與革命軍支部長暗殺計劃。梟出現在草帽海賊團的面前，說明必須從5位CP9成員手中取得真正的鑰匙，才能解開羅賓的海樓石手銬，其後與佛朗基展開激烈交戰，最後被佛朗基以「風來砲」擊敗。
扉頁連載《CP9的任務外報告》中，梟與其他CP9成員籌措路基的醫藥費，先後擊敗了糖果海賊團，以及追捕他們的海軍部隊。名字取自于猫头鹰的别名枭。
技能
六式遊技-手合
藉由承受對方的打擊來判斷敵人強弱，梟即以此測出其他成員的道力值。
紙繪「軟泥」
梟的特殊紙繪，讓身體像黏土一樣改變形狀，藉此迴避敵人攻擊。
鐵塊-玉
梟的特殊鐵塊，先跳離地面後，將身體高速旋轉，再搭配「剃」，高速轉向敵人時使用「鐵塊」，將所有的攻擊力道就會匯集於最頂點，打中敵人後再以高速旋轉產生的力量伴隨發出強力攻擊。
超級旋轉·鐵塊「玉」
鐵塊「玉」的高速旋轉版。
指槍-獸嚴
梟所使用的特殊指槍，不是以手指來做攻擊，而是以拳擊的方式來進攻的變形「指槍」，雖說攻擊力不敵一般「指槍」，但論破壞力可不亞於它。
獸嚴奧義「梟亂打」
獸嚴的槍亂打版。

### CP9
CP9自從世界政府創立以來，800年來都坐鎮在「司法之島」，被稱為「不敗神話」，但在司法島事件時被草帽海賊團打破。之後世界政府不再任用被草帽海賊團擊敗的CP9，《ONE PIECE》第517話、518及519話的扉頁透露，他們乘坐「聖白楊號」返回故鄉“冠昊（Guanhao）”），但同時也受到海軍的追捕。
- 作者尾田榮一郎指出，雖然CP9的大部分成員都設定為自小被世界政府訓練，無依無靠的孩子；但當中亦有一些承傳了父母優秀血統的CP9後代（例如：卡莉法與父親同為CP9成員[註 2]）[15]。
- CP9成員各自有相對應的動物形象，包括豹、狼、長頸鹿、牛、羊、貓頭鷹、雄獅等，被索隆吐槽CP9像動物園，第522話的扉頁貫徹了他那一句話。
- 兩年後原CP9的成員皆升職為CP0。

斯帕達姆
前CP9司令官（司法島事件時），兩年後為CP0諜報員。
羅布·路基、卡古
前CP9諜報員（司法島事件時），兩年後為CP0「面具諜報員」。
賈布拉、布魯諾、偎取、梟、卡莉法
前CP9諜報員（司法島事件時），兩年後為CP0諜報員。
奈洛（Nero）
聲優：木內秀信（日本）；符爽（台灣）
年齡：20歲→22歲，生日：1月26日，身高：202公分，星座：水瓶座，血型：X型，出身地：西海，喜歡的食物：哈瓦那辣椒炒肉。
CP9新人（司法島事件時），其口頭禪為「沙！」。只會四式（剃、嵐腳、紙繪、月步），因此常以手槍代替指槍戰鬥。
在海上列車的第3節車廂進行守衛，因為收到入侵者的報告而到海列車車頂與佛朗基對峙，海列車還未開到司法之島，就被佛朗基以「終極鐵鎚」擊敗，任務宣告失敗，由於意氣用事一度想殺死香吉士等人，後被路基以「太弱」為由重傷，並丟進大海，生死未卜。
奈洛取自羅馬著名暴君尼祿之名。
斯帕達因（Spandine）
聲優：小野坂昌也（日本）；宋克軍（台灣）
年齡：64歲→66歲，生日：1月19日，身高：275公分，星座：摩羯座，血型：XF型，出身地：偉大的航路，喜歡的食物：鰤魚 刺身。
前CP9司令官（22年前，歐哈拉事件時）。斯帕達姆的父親，斯帕達姆似乎也繼承他卑劣又怕死的性格。
第一部故事的20年前從時任海軍部隊上將戰國那裡得到發動「非常召集」的權限，毀滅了羅賓的故鄉歐哈拉，也是最初對羅賓發布第一次懸賞令的人。現在還活著，和兒子斯帕達姆計劃除掉遭通緝流亡的CP9成員但最終失敗。
拉斯奇（Laskey）
前CP9諜報員（22年前，歐哈拉事件時）。卡莉法和阿爾法的父親，可以同時使用六式「剃」和「指槍」的招式。在第一部故事的20年前跟隨斯帕達因來到歐哈拉，與圖穆什·卡馬亞一同壓制妮可·歐爾比雅。
圖穆什·卡馬亞（Tsumonsieur Kamaya）
聲優：不明（日本）；符爽（台灣）
前CP9諜報員（22年前，歐哈拉事件時）。在第一部故事的20年前跟隨斯帕達因來到歐哈拉，與拉斯奇一同壓制妮可·歐爾比雅。
福茲胡
前CP9諜報員（12年前），其資質可媲美路基。12年前因受其保護的橡膠果實被紅髮海賊團搶走而被懲罰入獄，之後成功逃獄並隱姓埋名，曾經自立海賊團，後來加入百獸海賊團成為幹部「飛六胞」。

### CP8
阿爾法（Alpha）
聲優：宮島依里（日本）
CP8諜報員。拉斯奇的二女兒，卡莉法的妹妹。一位身材苗條的女性，留著長髮，戴著眼鏡，塗口紅，穿著典型的護士裝和高筒襪。
在巴索羅繆·大熊與世界政府達成協議後，他冒充護士來到雪葩王國，負責監視作為人質的波妮。在波妮發現真相後意圖離開雪葩王國，企圖捉拿波妮，但被波妮的扭曲未來的能力打敗。
名字取自於Alpha（Α），是希臘字母的第1個字母。

### CP7
瓦傑（Wanze）
聲優：高戶靖廣（日本）；宋克軍／符爽〈劇場版13〉（台灣）
年齡：26歲→28歲，生日：9月4日，身高：173公分，星座：處女座，血型：F型，出身地：西海，喜歡的食物：煎蛋。
CP7諜報員，自稱「瘋狂」瓦傑。有著怪異的凸眼睛和老鼠般的大門牙是自豪的特徵，頭戴特殊風鏡（切洋蔥時防淚用），腳穿直排輪，獨特笑聲和口頭禪都是「沙沙沙」。同時也是位烹調手法相當特別的廚師，自稱「料理格鬥家」以自豪的「拉麵拳法」戰鬥。只要將麵粉倒入嘴中揉一揉後，將麵團從鼻孔擠出來就會自動切成麵條（因為裡面的鼻毛為網狀），因此被香吉士等人當場吐槽「有誰敢吃」。
在海上列車的第4節車廂進行守衛，戰鬥途中被香吉士以「整形SHOT」踢成"俊男"，因為玩弄食物和廚具、用言語侮辱羅賓等罪名，被憤怒的香吉士以「三點切分」擊倒，整形後的臉部因受到強力衝擊而恢復原狀。
在電影《GOLD》中客串出場，向一名女子求婚，但被突然出現草帽小子一行人嚇到。
作者尾田榮一郎最初想設定此角色為女性，後來放棄此構想，而且把他的長相畫得越來越奇怪。

### CP6
傑利（Jerry）
聲優：楠見尚己（日本）；宋克軍（台灣）
年齡：44歲→46歲，生日：2月22日，身高：676公分，星座：雙魚座，血型：XF型，出身地：南海空手道島，喜歡的食物：壽司卷、炸薯條。
CP6諜報員。是拳擊霸主，擅長「瑜珈式拳擊」（但本人戰鬥時卻無視於拳擊規則），由於身形瘦長，乘坐海列車時都必須彎著腰，在海上列車的戰鬥最後被香吉士秒殺。
賈巴里（Jabari）
聲優：宮崎寛務（日本）；符爽（台灣）
CP6諜報員。配戴墨鏡的金髮男子。在世界會議過後，偽裝成「火焰小拍拍」潛入世界經濟新聞社，將世界政府賄絡「BIG NEWS」社長摩根斯封鎖重要消息的支票交給後者，被摩根斯拒絕後露出真面目試圖讓對方屈服，反遭摩根斯出手修理了一頓。
形象取自于美国谍报机构FBI的局长埃德加·胡佛。

## 迴響
克莉絲汀·阿奎萊拉於2012年演唱時因暴肥的模樣，而被人與該組織中的偎取相比。
在2013年的Jump Festa展覽中公佈了CP9的西洋棋盒玩宣傳照片，這些模型由MegaHouse製造，高約90毫米，於2013年7月發售。

### 來源
1. ↑  《ONE PIECE》漫畫第705章。
2. 1 2 3 4 5 6 7 8 9 10 11 12 13  BOOSTER SET “闇の正義”の執行人!CP9!!
3. ↑  《ONE PIECE》漫畫第422話。
4. 1 2  《ONE PIECE》漫畫第801章、動畫746話。
5. ↑  《ONE PIECE》漫畫第1072話。
6. ↑  《ONE PIECE》漫畫第1073話。
7. ↑  《ONE PIECE》漫畫第1053話。
8. 1 2 3  《ONE PIECE》漫畫第104卷SBS詢問專欄。
9. ↑  電視版第642、1018集－至今。
10. ↑  電視版第666、922集。
11. ↑  《ONE PIECE》漫畫第1043話
12. ↑  《ONE PIECE》漫畫第1041話。
13. ↑  《ONE PIECE》漫畫第1052話。
14. ↑  《ONE PIECE》漫畫第49卷SBS詢問專欄。
15. ↑  《ONE PIECE》漫畫第54卷SBS詢問專欄。
16. ↑  《ONE PIECE》漫畫第42卷SBS詢問專欄。
17. ↑  .   [2014-01-01]. （原始内容存档于2015-09-24）.
18. ↑  .   [2014-01-01]. （原始内容存档于2021-04-19）.
19. ↑  .   [2014-01-01]. （原始内容存档于2022-03-10）.

- 《ワンピース最強考察Z》--ワンピ漫研団
- ワンピースCP０の正体とCP９との関係とは？ネタバレ705話！ | 今日の芸能ニュース速報【画像・動画あり】 （页面存档备份，存于）